# De Phoenix (kistenfabriek)
N.V. Kistenfabriek De Phoenix was een bedrijf in het Noord-Hollandse dorp Halfweg. Het bedrijf was gelegen op een terrein aan de Haarlemmerstraatweg ter hoogte van de huidige spoorwegovergang nabij Vinkebrug waar vroeger ook een brug met die naam over de Haarlemmertrekvaart lag. De achterzijde was gelegen aan de Ringvaart en verder lag het bedrijf ten westen van de voormalige suikerfabriek, thans SugarCity en ten oosten van het huidige Rottepolderplein.
Het bedrijf dat onder meer kisten, kratten en vaten fabriceerde werd kort na de Eerste Wereldoorlog opgericht door NV Houthandel v/h William Pont, een voorloper van PontMeyer.
Het uitgestrekte fabrieksterrein bevatte een tweetal gebouwen met daar tussen het kantoor en langs de Haarlemmerstraatweg stond een lange loods met een halfdoorzichtige wand van houten latten. Verder waren er een aantal woonhuizen voor het personeel, een opslagterrein in de open lucht.
Na zestig jaar werd de fabriek gesloopt. In de jaren 1970 werd er een nieuw bedrijventerrein aangelegd.

## Slogan
Het meest bekend werd het bedrijf met de reclameslogan waarbij voortdurend aan de inzittende van het langsrijdende wegverkeer, de spoorlijn Amsterdam-Haarlem en de Tramlijn Amsterdam - Zandvoort (sinds 1 september 1957 bus 80), die voor de fabriek een halte hadden, de vraag werd gesteld:
al een vat, kist of krat van de "PHOENIX" gehad ? ..........
Deze slagzin stond in grote witte letters op de loods, maar ook op de vrachtwagens. Bepaalde tijd stond deze slagzin ook op een groot en lang scherm langs de weg, geplaatst op vierentwintig smalspoorwagentjes, omdat in 1953 vanwege een conflict met Gedeputeerde Staten reclame op onroerende goederen verboden werd en dit verbod zo ontweken kon worden.
Omdat de Haarlemmerstraatweg in de richting van Haarlem net voor de fabriek een flauwe bocht maakte, hadden automobilisten nauwelijks gelegenheid deze slagzin te lezen en te begrijpen wat er mee bedoeld werd. Trampassagiers die stilstonden bij de halte hadden wel tijd de zin te lezen; de fabriek produceerde echter vooral voor ondernemers en niet voor particulieren.